# سرطان الخلايا الحرشفية المهبلي
سرطان الخلايا الحرشفية المهبلي هو نوع من السرطان المنتشر التي يمكن أن تتشكل في أنسجة المهبل. على الرغم من أنه غير شائع، إلا أن سرطان الخلايا الحرشفية في المهبل هو أكثر أنواع سرطان المهبل شيوعًا. ينقسم هذا النوع إلى الأنواع الفرعية التالية: الكيراتيني، واللاكيراتيني، والقاعدي، والثؤلولي. يتشكل الورم في الخلايا الحرشفية، أي الخلايا الرفيعة المسطحة التي تبطن المهبل. ينتشر سرطان المهبل بالخلايا الحرشفية ببطء ويبقى عادة بالقرب من المهبل، ولكنه قد ينتشر إلى الرئتين أو الكبد أو العظام. هذا هو النوع الأكثر شيوعا من سرطان المهبل. يمثل سرطان الخلايا الحرشفية في المهبل حوالي 85 ٪ من حالات سرطان المهبل وينتشر في البداية بشكل سطحي داخل جدار المهبل. يمكن أن تغزو الخلايا السرطانية في وقت لاحق الأنسجة المهبلية الأخرى. ويمكن أن ينتقل السرطان إلى الرئتين، وفي كثير من الأحيان في الكبد أو العظام أو غيرها من الأجهزة ولكن بشكل أقل. يرتبط سرطان الخلايا الحرشفية في المهبل بارتفاع معدل الإصابة بالسلالات الورمية لفيروس الورم الحليمي البشري (HPV) ولديه العديد من عوامل الخطر المشتركة مع سرطان عنق الرحم.

## العلامات والأعراض
قد لا يسبب سرطان الخلايا الحرشفية في المهبل علامات أو أعراض مبكرة وقد يتم العثور عليه أثناء فحص الحوض الروتيني واختبار عنق الرحم المعروفة باسم لطاخة بابانيكولاو. قد تحدث العلامات والأعراض التالية أيضًا بسبب أنواع أخرى من سرطان المهبل أو بسبب حالات أخرى:
- نزيف المهبل أو وجود إفرازات مهبلية غير مرتبط بفترة الحيض
- عسر الجماع
- ألم في منطقة الحوض
- نتوءات المهبل
- عسر التبول
- الإمساك [2]

## المخاطر
- تعدد العلاقات الجنسية
- السن أكثر من 60 سنة
- التدخين
- عدوى فيروس الورم الحليمي البشري
- الجماع لأول مرة في سن مبكرة [1]

## التشخيص
يتضمن التشخيص تقييمًا كاملاً للتاريخ الطبي والفحص البدني؛ حيث عادةً ما يتم إجراء فحص الحوض. تشمل الإجراءات التشخيصية الأخرى المستخدمة اختبار عنق الرحم، التنظير المهبلي والخزعة. تستخدم إجراءات أخرى للمساعدة في التشخيص: تصوير الصدر بالأشعة السينية، التصوير المقطعي المحوسب، التصوير بالرنين المغناطيسي، تصوير مقطعي بالإصدار البوزيتروني، وتنظير المثانة.

## العلاج
يعتمد العلاج على ما يلي:
- مرحلة وحجم السرطان
- ما إذا كان السرطان قريبًا من الأعضاء الأخرى التي قد تتضرر من العلاج
- ما إذا كان المريضة تعاني من مشاكل بالرحم أو قد أجرت استئصال الرحم
- ما إذا كان المريضة قد خضعت لعلاج إشعاعي سابق الحوض[2]

## وبائيات المرض
تشمل المجوات الأكثر تضررًا من هذا النوع من الأورام:
- النساء الأكبر سنًا
- الفئات الأكثر عرضة للمرض هم من يقعون في عمر 60-79 سنة
- أقل من 15 ٪ في النساء أقل من 50 سنة
- 10 ٪ في النساء أقل من 40 سنة
- يرتبط خمسون في المئة من حالات سرطان الخلايا الحرشفية المهبلي باستئصال الرحم.
- قد تزيد الإصابة مع هبوط الرحم
- ينتشر المرض بصورة أكبر في النساء السود واللاتينيات.
- يمثل هذا النوع 80 ٪ - 90 ٪ من جميع أنواع سرطان المهبل[1]